# Zöld Marci
Berettyóújfalusi nemes Zöld Márton vagy Zöld Marci (Debrecen, 1790. március 17. (keresztelés) – Fegyvernek, 1816. december 6.) hírhedt alföldi, sárréti betyárvezér volt a 19. század elején. A magyar irodalomban és ponyvairodalomban az egyik leggyakrabban ábrázolt magyar betyár: magáról Zöld Marciról írt Jókai Mór, Petőfi Sándor, Gaal József és a 20. században Körmendi Lajos is, egyik társáról pedig Vörösmarty Mihály.

## Élete
Felakasztása előtt tett tanúvallomásában röviden így vallott magáról:
„Zöld Márton a nevem, 25 esztendős, tekintetes Bihar vármegyében fekvő Berettyó Újfalubul való születés, református, nőtelen, a Herceg Hessen Hamburg Nemes Regementbéli szökött katona, nemes személy vagyok... Hat esztendőket töltöttem el mind összesen temlecben. Elsősorban verekedésért, másodszor az újfalusi bíráktul erőszakosan elvett ökrökért, harmadszor két lovat elfogattatván Nánáson, annak utána katonának adattam... Most karácsonykor két esztendeje, hogy elszöktem Nagy Váradrul..."
Már édesapja, Zöld Mihály is összeütközésbe került a törvénnyel, többször ült börtönben, bujdokolt. Zöld Marci az insurrectióból hazatérve lépett apja nyomdokaiba. A berettyóújfalui bíró marháit elhajtotta, ezért a vármegye egy év tömlöcre ítélte, onnan katonának adták, ahonnan megszökött, majd az egész Alföldet bejárta. Egyszer aztán összetalálkozott az akkorra már országszerte elhíresedett haramiák vezérével, Palatinszki Pistával, akivel szövetségre lépett. Tevékenységük fő területe Bihar és Heves vármegye mellett a Hortobágy volt, de végül árulás miatt a pandúrok kezére kerültek 1816. november 26-án egy öcsödi tanyán. A statáriális bíróság Zöld Marcit, Palatinszkit és társaikat a fegyverneki pusztán 1816. december 6-án felakasztotta.

## Emlékezete

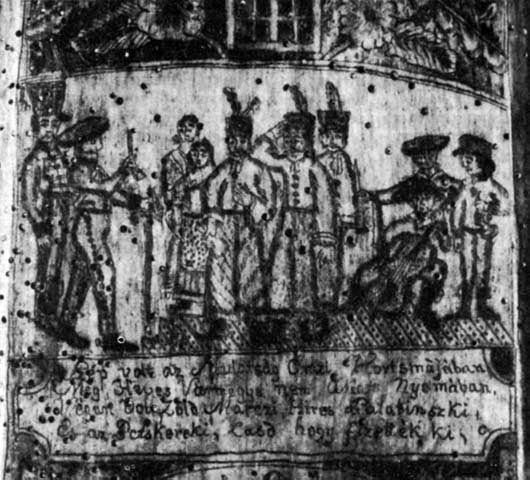
Oroszi György karcolt díszítésű mángorlója, Alföld, 1833 (Néprajzi Múzeum)

- A századfordulón a betyárokról szóló fél-népi irodalom elburjánzása idején, a Zöld Marciról szóló ponyvák is napvilágot láttak.[4] Sorra születtek a népdalok, balladák, 1817-ben már az ország valamennyi vásárában árulták Erdélyi József Zöld Martzi és szeretője nótáji, és egymástól való bútsúzások című ponyváját.
- Vándza Mihály Zöld Martzi, vagy az uton álló haramia 1815-ben írt színdarabja.
- Petőfi Sándor 1845-ben írt egy drámát Zöld Marciról, amit aztán elégetett fellobbanó haragjában azt követően, hogy a Nemzeti Színház visszautasította. A téma mégsem hagyhatta nyugodni, mert 1847 tavaszán írt egy Zöld Marci című verset is.
- Népművészeti alkotásokban is megemlékeznek róla. Jó példa erre Oroszi György által 1833-ban készített mángorló felirata:

Szép volt az Mulatság Orczi Kortsmájában,
Még Heves Vármegye nem akatt nyomában,
Végan volt Zöld Marczi Hires Palatinszki,
És az Betskereki, Lásd, hogy fizették ki.
- Egyik legszebb új stílusú népballadánk is róla szól, melynek dallamát és sorait a múlt század első éveiben Kodály Zoltán jegyezte fel a nyitrai Gímesben.[5]
- Napjainkig használt szólás: él, mint Marci Hevesen. Ez eredetileg Zöld Marcira utalt, aki országosan ismert tevékenységének egy részét Hevesben fejtette ki, és ott is lelte halálát. Így eredeti jelentésében a szólást a rövid ideig jól élő, nagy hírnévre szert tévő, de sejthetően rossz véget érő emberre mondhatták.[1]